# Amine Khadiri
Amine Khadiri (griechisch Αμίν Καντίρι; * 20. November 1988 in Casablanca) ist ein zyprischer Leichtathlet marokkanischer Herkunft, der sich auf den Mittel- und Langstreckenlauf spezialisiert hat.

## Sportliche Laufbahn
Seinen ersten größeren sportlichen Erfolg feierte Amine Khadiri beim Paphos Cyprus Aphrodite Half Marathon 2010, bei dem er nach 1:11:11 h auf dem dritten Platz einlief. Im Jahr darauf siegte er bei den Spielen de kleinen Staaten von Europa (GSSE) in 3:50,31 min im 1500-Meter-Lauf und gewann über 800 Meter in 1:52,53 min die Silbermedaille hinter dem Monegassen Brice Etès. Zwei Jahre später verteidigte er bei den GSSE in Luxemburg in 3:54,20 min seinen Titel über 1500 Meter und siegte diesmal auch im 800-Meter-Lauf in 1:53,15 min. 2014 schied er bei den Europameisterschaften in Zürich mit 3:50,15 min in der ersten Runde über 1500 Meter aus und im Jahr darauf gewann er bei den Balkan-Hallenmeisterschaften in Istanbul in 3:45,16 min die Silbermedaille und schied dann bei den Halleneuropameisterschaften in Prag mit 3:47,61 min im Vorlauf aus. Daraufhin siegte er bei den GSSE in Reykjavík in 1:56,72 min bzw. 3:51,97 min über 800 und 1500 Meter und gewann mit der zyprischen 4-mal-400-Meter-Staffel in 3:17,86 min die Silbermedaille hinter dem Team aus Island. Im Jahr darauf scheiterte er bei den Europameisterschaften in Amsterdam mit 3:44,61 min in der Vorrunde und im Jahr darauf siegte er bei den GSSE in Serravalle in 14:21,35 min im 5000-Meter-Lauf. 2018 siegte er bei den Balkan-Hallenmeisterschaften in Istanbul in 3:53,01 min über 1500 Meter und erreichte anschließend bei den Commonwealth Games im australischen Gold Coast in 3:40,76 min bzw. 14:16,53 min jeweils den zehnten Platz über 1500 und 5000 Meter. Anfang August schied er dann bei den Europameisterschaften in Berlin mit 3:45,97 min in der ersten Runde aus.
Nach mehreren Jahren Wettkampfpause belegte er 2021 bei den Balkan-Hallenmeisterschaften in Istanbul in 8:16,37 min den fünften Platz im 3000-Meter-Lauf und bei den Freiluftmeisterschaften in Smederevo wurde er in 3:52,53 min Vierter über 1500 Meter. Im Jahr darauf siegte er bei den zyprischen Meisterschaften in 1:05:37 h im Halbmarathon und belegte anschließend bei den Balkan-Halbmarathonmeisterschaften in Tirana in 1:09:20 h den fünften Platz, wie auch bei den Mittelmeerspielen in Oran im Juni mit 1:06:18 h.
In den Jahren 2011 und 2018 wurde Khadiri zyprischer Meister im 800-Meter-Lauf sowie 2016, 2018 und 2021 über 1500 Meter. Zudem siegte er 2017, 2021 und 2022 im 5000-Meter-Lauf sowie 2022 auch über 10.000 Meter.

## Persönliche Bestleistungen
- 800 Meter: 1:47,22 min, 8. August 2015 in Kessel-Lo
- 1500 Meter: 3:39,50 min, 3. Juni 2016 in Huelva (zyprischer Rekord)
  - 1500 Meter (Halle): 3:45,16 min, 21. Februar 2015 in Istanbul
- Meile: 3:59,33 min, 18. Juli 2017 in Cork (zyprischer Rekord)
- 3000 Meter: 8:10,98 min, 25. Juni 2017 in Tel Aviv-Jaffa
  - 3000 Meter (Halle): 7:55,32 min, 18. Februar 2018 in Istanbul
- 5000 Meter: 14:09,71 min, 26. Juni 2022 in Limassol
- 10.000 Meter: 30:38,5 min, 15. April 2022 in Limassol
- Halbmarathon: 1:05:37 h, 6. Februar 2022 in Nikosia (zyprischer Rekord)